# 丁名世
丁名世（？—？），仁壽人，清代政治人物。由雍正七年拔貢，乾隆二十四年任鄰水縣教諭。是一位政治人物，清朝時曾在四川順慶府鄰水縣（位於今四川省東部，梁大同三年置，是一個千年古縣）擔任官吏。